# Канада на зимних Олимпийских играх 2006
Канада принимала участие в зимних Олимпийских играх 2006, и заняла 5-е место в общекомандном зачёте.

## Медалисты
| Медаль  | Спортсмен | Вид спорта         | Дисциплина                |
| ------- | --- | ------------------ | ------------------------- |
| Золото  | Чандра Кроуфорд | Лыжные гонки       | Женщины, спринт           |
| Золото  | Брэд Гушу Марк Николс Расс Ховард Джейми Кораб Майк Адам | Кёрлинг            | Мужчины                   |
| Золото  | Дженнифер Хейл | Фристайл           | Женщины, могул            |
| Золото  | Меган Агоста Джиллиан Эппс Дженнифер Боттерилл Кэйси Кэмпбелл Джиллиан Феррари Даниэль Гойет Джейна Хеффорд Бекки Келлар Джина Кингсбери Шарлин Лабонте Карла Маклеод Каролин Уэллетт Шери Пайпер Шерил Паундер Коллин Состорикс Ким Сен-Пьер Вики Сунохара Сара Вайянкур Кэти Витерстон Хэйли Виккенхайзер | Хоккей             | Женщины                   |
| Золото  | Дафф Гибсон | Скелетон           | Мужчины                   |
| Золото  | Синди Классен | Конькобежный спорт | Женщины, 1500 м           |
| Золото  | Клара Хьюз | Конькобежный спорт | Женщины, 5000 м           |
| Серебро | Пьер Людерс Лассель Браун | Бобслей            | Мужчины, двойки           |
| Серебро | Сара Реннер Бекки Скотт | Лыжные гонки       | Женщины, командный спринт |
| Серебро | Франсуа-Луи Трэмбле | Шорт-трек          | Мужчины, 500 м            |
| Серебро | Эрик Бедар Шарль Амлен Франсуа-Луи Трэмбле Матье Туркотт | Шорт-трек          | Мужчины, эстафета 5000 м  |
| Серебро | Аланна Краус Анук Леблан-Буше Кэйлина Роберж Таня Висент Аманда Оверленд | Шорт-трек          | Женщины, эстафета 3000 м  |
| Серебро | Джефф Пэйн | Скелетон           | Мужчины                   |
| Серебро | Эрни Данкерс Стивен Эльм Денни Моррисон Джейсон Паркер Джастин Варшылевиц | Конькобежный спорт | Мужчины, командная гонка  |
| Серебро | Кристина Гровс Клара Хьюз Синди Классен Кристина Несбитт Шэннон Ремпел | Конькобежный спорт | Женщины, командная гонка  |
| Серебро | Синди Классен | Конькобежный спорт | Женщины, 1000 м           |
| Серебро | Кристина Гровс | Конькобежный спорт | Женщины, 1500 м           |
| Бронза  | Шеннон Клейбринк Эми Никсон Гленис Баккер Кристин Кешен Сандра Дженкинс | Кёрлинг            | Женщины                   |
| Бронза  | Джеффри Баттл | Фигурное катание   | Мужчины                   |
| Бронза  | Анук Леблан-Буше | Шорт-трек          | Женщины, 500 м            |
| Бронза  | Меллиса Холлингсуорт-Ричардс | Скелетон           | Женщины                   |
| Бронза  | Доминик Мальте | Сноубординг        | Женщины, сноубордкросс    |
| Бронза  | Синди Классен | Конькобежный спорт | Женщины, 3000 м           |
| Бронза  | Синди Классен | Конькобежный спорт | Женщины, 5000 м           |

### Коньковые виды спорта

#### Шорт-трек

##### Женщины
| Соревнование | Спортсмены                                                               | Отборочный раунд | Отборочный раунд | Отборочный раунд | Четвертьфинал | Четвертьфинал | Четвертьфинал | Полуфинал             | Полуфинал             | Полуфинал             | Финал                 | Финал                 | Итоговое место |
| Соревнование | Спортсмены                                                               | Забег            | Результат        | Место            | Забег         | Результат     | Место         | Забег                 | Результат             | Место                 | Результат             | Место                 | Итоговое место |
| ------------ | ------------------------------------------------------------------------ | ---------------- | ---------------- | ---------------- | ------------- | ------------- | ------------- | --------------------- | --------------------- | --------------------- | --------------------- | --------------------- | -------------- |
| 500 метров   | Аланна Краус                                                             | 2                | 45,688           | 1 Q              | 3             | 45,172        | 3             | завершила выступление | завершила выступление | завершила выступление | завершила выступление | завершила выступление | 9              |
| эстафета     | Аланна Краус Калина Роберж Таня Висент Анук Леблан-Бушер Аманда Оверленд | не проводится    | не проводится    | не проводится    | не проводится | не проводится | не проводится | 1                     | 4:17,231              | 2 QA                  | 4:17.336              | 2                     | 2              |